# Bornholmsflaget
Bornholmsflaget er Bornholms uofficielle flag. Det er designet i 1970'erne af Bent Kaas som et korsflag med et grønt kors.[kilde mangler] Den grønne farve symboliserer naturen på øen.
Flaget har intet historisk fundament. Det anvendes primært i turismesammenhæng på diverse produkter (som normalt ikke er produceret på Bornholm). Modsat det nedenfor anførte flages der stort set ikke med flaget fra flagstænger e.lign. Der er – modsat det nedenfor anførte – aldrig gjort noget officielt forsøg på at indføre flaget som 'officielt områdeflag'. Ansøgningen var indgivet af en privatperson uden folkelig eller officiel opbakning.
Bornholms Regionskommune og tidligere Bornholms Amt samt det nedlagte Bornholms Værn har dog et våbenskjold – baseret på en afbildning af en lindorm – ofte kaldet en grif.
Selvom det er et uofficielt flag, er der mange, der alligevel flager med det – f.eks. på køretøjer. I 2006 fik øen afslag på at få det som officielt områdeflag.
Der findes tre forskellige flag for Bornholm.